# دودو جيورجيسكو
دودو جورجيسكو (بالرومانية: Dudu Georgescu)‏، من مواليد 1 سبتمبر 1950 في بوخارست في رومانيا، لاعب كرة قدم روماني سابق.
فاز بجائزة الحذاء الذهبي الأوروبي مرتين في عام 1975 و1977.
لعب مع منتخب رومانيا لكرة القدم منذ عام 1973 وحتى عام 1980، وشارك معهم في 44 مباراة وسجل 21 هدف.

## روابط خارجية
- دودو جيورجيسكو على موقع الاتحاد الدولي (مؤرشف)  (الإنجليزية)
- دودو جيورجيسكو على موقع الاتحاد الأوربي (الإنجليزية)
- دودو جيورجيسكو على موقع قاعدة بيانات كرة القدم.إي يو (الإنجليزية)
- دودو جيورجيسكو على موقع ناشيونال فوتبول تيمز (الإنجليزية)
- دودو جيورجيسكو على موقع عالم كرة القدم.نت (الإنجليزية)